# Uahan Geojitmal
Thread of Lies ist ein Film des südkoreanischen Regisseurs Lee Han aus dem Jahr 2014. Es handelt sich um eine Adaption des Romans Uahan Geojitmal (2009) von Kim Ryŏ-ryŏng. Der Film befasst sich mit den Nachwirkungen des Suizids eines 14-jährigen Mädchens. Kim Hyang-gi wurde für ihre Rolle der Cheon-ji mit dem Baeksang Arts Award in der Kategorie beste neue Schauspielerin ausgezeichnet.

## Handlung
Hyun-sook ist die verwitwete Mutter zweier Töchter und arbeitet in einem Supermarkt. Als die Familie gemeinsam frühstückt, fragt ihre jüngste Tochter Cheon-ji nach einem MP3-Player, da jedes Kind in ihrer Klasse einen hat. Hyun-sook ist zunächst zurückhaltend, entschließt sich während der Arbeit jedoch zum Kauf für ihre Tochter. Da die Auswahl so groß ist, ruft sie ihre älteste Tochter Man-ji an, die fragen soll, welchen MP3-Player Cheon-ji wünscht. Als Man-ji versucht, Cheon-ji zu erreichen, geht diese nicht ans Telefon. Kurz darauf wird klar, dass Cheon-ji Suizid beging. Die Familie findet keinen Abschiedsbrief.
Nach dem überraschenden Selbstmord entscheidet Hyun-sook, mit ihrer Tochter in ein anderes Apartment zu ziehen. In der Schule erfährt Man-ji zufällig, dass eine Mitschülerin von Cheon-ji ihre Schuluniform hatte. Man-ji zeigt sich skeptisch und geht dem Tod ihrer Schwester nach. Sie kommt auf Hwa-yeon, die Cheon-jis beste Freundin gewesen sein soll. Jedoch kommt Man-ji schnell dahinter, dass Hwa-yeon ihre Schwester stets gemobbt hat.
Der Film zeigt durch viele Rückblicke, in welcher Beziehung die Protagonisten mit Cheon-ji standen. Dabei wird über unterschiedliche Erzählstränge gezeigt, wie sich bei den Charakteren Schuldgefühle entwickeln. Als Hyun-sook eines Tages häkelt, findet sie am Ende der Wolle einen Zettel. Dieser stellt sich als Abschiedsbrief ihrer Tochter heraus, als erster von fünf. Hyun-sook findet schnell auch das Wollknäuel mit der Notiz an ihre Tochter Man-ji. Man-ji beginnt daraufhin nach den verbleibenden drei Wollknäueln zu suchen. Das dritte findet Mi-rans Schwester Mi-ra. Der Brief ist an Hwa-yeon gerichtet, die das Wollknäuel zuvor verschenkte. Mi-ra zeigt den Brief ihrer Schwester, als Man-ji plötzlich auftaucht. Mi-ra vermutet daraufhin schon, wo der vierte Brief ist, denn auch sie erhielt vor Cheon-jis Tod ein Wollknäuel. Durch Rückblenden wird beleuchtet, dass sich Mi-ra zeitweilig mit Cheon-ji anfreundete. Mi-ra beendete die Freundschaft jedoch, als sie Cheon-jis Mutter mit ihrem Vater sah, wobei Mi-ra mit einer Beziehung ihres Vaters nicht einverstanden ist. Cheon-ji weiß von dieser Beziehung jedoch nichts und kann Mi-ras Verhalten nicht nachvollziehen.
Durch einen weiteren Rückblick erfährt der Zuschauer, dass Hyun-sook durch eine Lehrerin über Mobbing von Hwa-yeon gegenüber ihrer Tochter informiert wurde und auch mit Hwa-yeons Mutter sprach, die sich desinteressiert an dem Thema zeigte. Hyun-sook ist umgezogen, um permanent in der Nähe von Hwa-yeon und ihrer Tochter zu sein, damit diese permanent mit Schuldgefühlen konfrontiert werden. Aufgrund dessen und wegen der Stimmung in der Schule gegen Hwa-yeon ist diese von zu Hause weggelaufen und kommt nicht mehr zur Schule. Man-ji sieht Hwa-yeon, wie sie Teller des Restaurants ihrer Familie klaut. Man-ji folgt ihr und erfährt, dass Hwa-yeon möchte, dass das Restaurant Bankrott geht, damit die Familie wegzieht. Man-ji gibt ihr den an sie gerichteten Brief und vergibt ihrer Schwester zuliebe Hwa-yeon. Sie will auch auf Hwa-yeon aufpassen, damit sie nicht dasselbe Schicksal ereilt wie ihre Schwester. Der Film endet, indem Man-ji auch das letzte Wollknäuel ihrer Schwester findet.

## Rezeption
Thread of Lies lief am 13. März 2014 in den südkoreanischen Kinos an und erreichte etwa 680.000 Zuschauer in der ersten Woche und die Nummer 1 der Kinocharts. Insgesamt erreichte der Film 1.619.188 Zuschauer in Südkorea.
Richard Kuipers von der Variety besprach den Film sehr positiv. Nach Kuipers wurde das Thema Mobbing kaum, wenn überhaupt, auf eine so forensisch-detaillierte Weise untersucht mit gleichzeitiger Rücksichtnahme auf die verheerenden emotionalen Folgen. Er lobte die Arbeit des Regisseurs Lee Han, die auch zur ausgezeichneten Leistung der vorwiegend weiblichen Besetzung beitrug.